# Gary Brooker

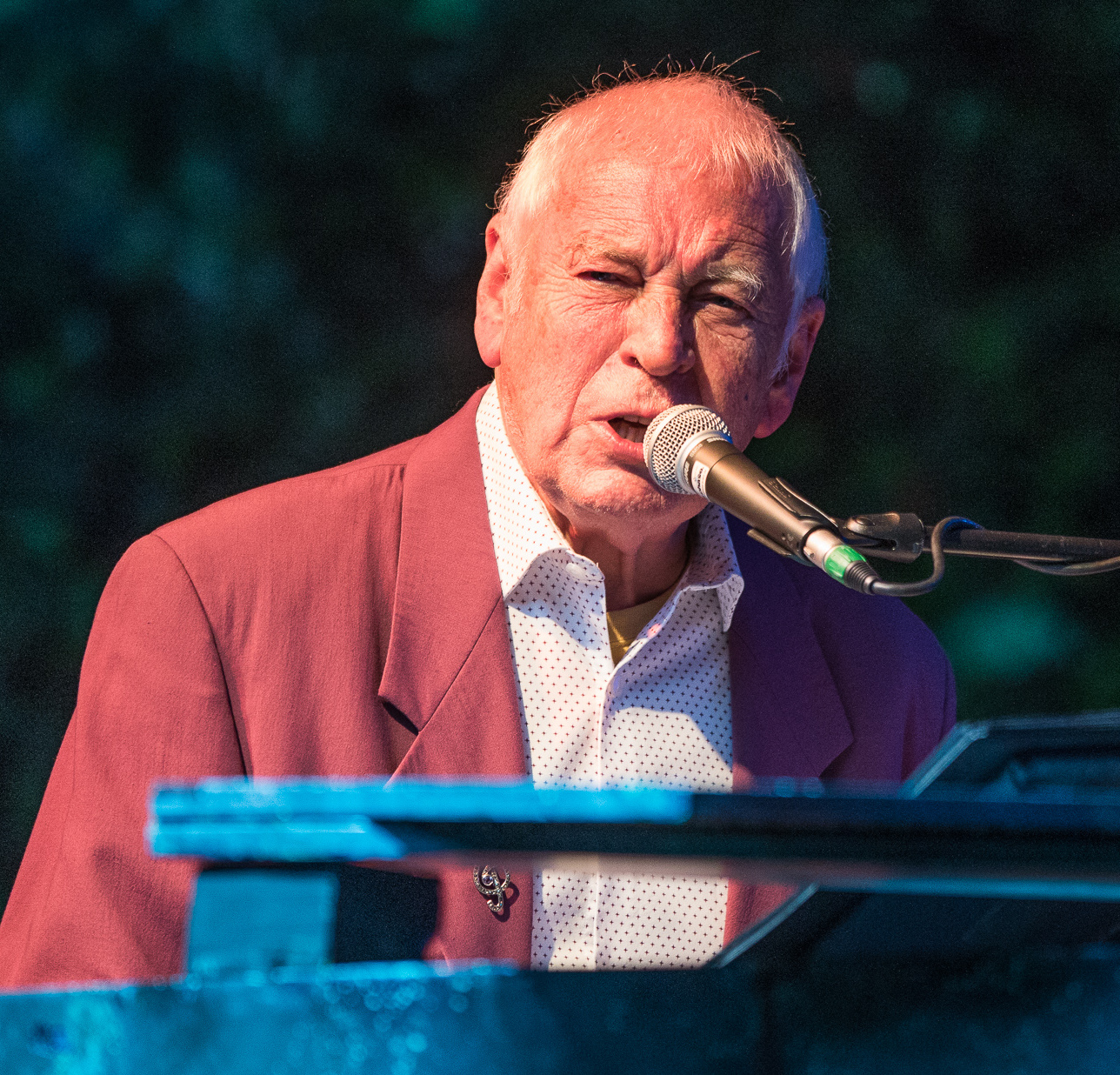
Gary Brooker (2018)

Gary Brooker MBE (* 29. Mai 1945 in Hackney, London; † 19. Februar 2022 in Dunsfold, Surrey) war ein britischer Rockmusiker (Gesang, Klavier), der als Pianist, Sänger und Gründer der Musikgruppe Procol Harum bekannt wurde.

## Werdegang
Der in London aufgewachsene Gary Brooker war 1962 als 17-Jähriger Mitbegründer der Gruppe The Paramounts. Die Gruppe wurde in der Londoner Clubszene bekannt und erhielt dort viel Anerkennung, wenn ihr auch der kommerzielle Erfolg versagt blieb. Nach dem Ende der Paramounts 1966 gründete er als Pianist und Sänger die Rockgruppe Procol Harum. Berühmt wurde sie insbesondere mit dem von ihm, Matthew Fisher und Keith Reid komponierten, 1967 veröffentlichten Song A Whiter Shade of Pale, der zu einem Welterfolg und einem der prägenden Lieder der Hippie-Ära Ende der 1960er-Jahre wurde.
Nach der Bandauflösung im Jahr 1977 begann Gary Brooker eine Solokarriere. Auf einigen Alben wirkten ehemalige Procol-Harum-Mitglieder und Gastmusiker wie Phil Collins, George Harrison und Eric Clapton mit. Brooker selbst hat als Gastmusiker für Paul McCartney, George Harrison, Tim Renwick, Frankie Miller, Mickey Jupp, The Hollies, Alan Parsons Project, Allan Clarke, Kate Bush, Eric Clapton und den Niederländer Ad Visser (No News from the Western Frontier) gearbeitet. 1991 brachte Brooker Procol Harum erneut zusammen. 1996 spielte er die Nebenrolle des Anwalts Juan Bramuglia im Filmmusical Evita. Ab 1997 gehörte er für einige Zeit zu Bill Wyman’s Rhythm Kings. Brooker war bis zuletzt musikalisch aktiv, so waren für 2022 und 2023 noch Konzerte mit ihm angekündigt.
Für seine karitativen Verdienste wurde Brooker im Jahr 2003 in den Order of the British Empire aufgenommen. Von 1968 bis zu seinem Tod war er mit der gebürtigen Schweizerin Françoise „Franky“ Riedo verheiratet. Er starb im Februar 2022 im Alter von 76 Jahren an den Folgen einer Krebserkrankung.

## Diskografie

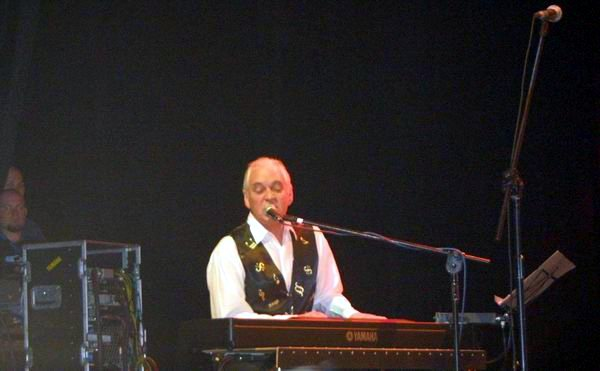
Gary Brooker (2001)

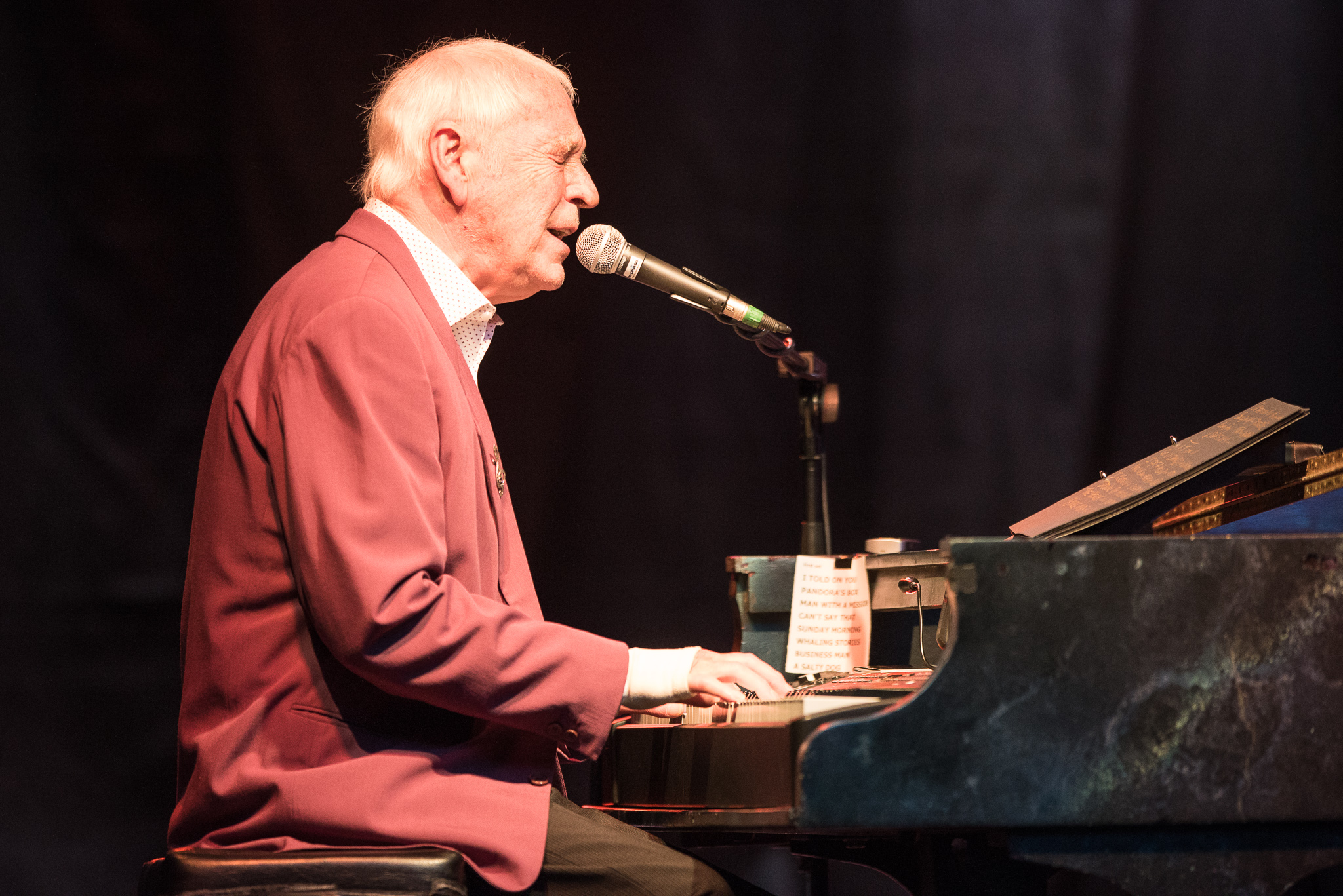
Gary Brooker (2018)

### Alben
- 1979: No More Fear of Flying
- 1982: Lead Me to the Water
- 1985: Echoes in the Night
- 1998: Within Our House

### Singles
- 1979: Savannah
- 1979: Say It Ain’t So Joe
- 1979: No More Fear of Flying / S. S. Blues
- 1980: Leave the Candle / Chasing the Chop
- 1982: Homelovin’ / Chasing the Chop
- 1982: Cycle (Let It Flow)
- 1982: Low Flying Birds / Homelovin’
- 1982: The Angler / Badlands
- 1984: The Long Goodbye / Trick of the Night
- 1985: Two Fools in Love / Summer Nights

## Filmografie
- 1996: Evita